# Masaki Sumitani
Razor Ramon Hard Gay (レイザーラモン HG Reizā Ramon HG?, oftast HG, Razor Ramon Sumitani eller bara Hard Gay) är artistnamnet för Masaki Sumitani (住谷正樹 Sumitani Masaki?), en japansk komiker, wrestler och tarento (“talent”).

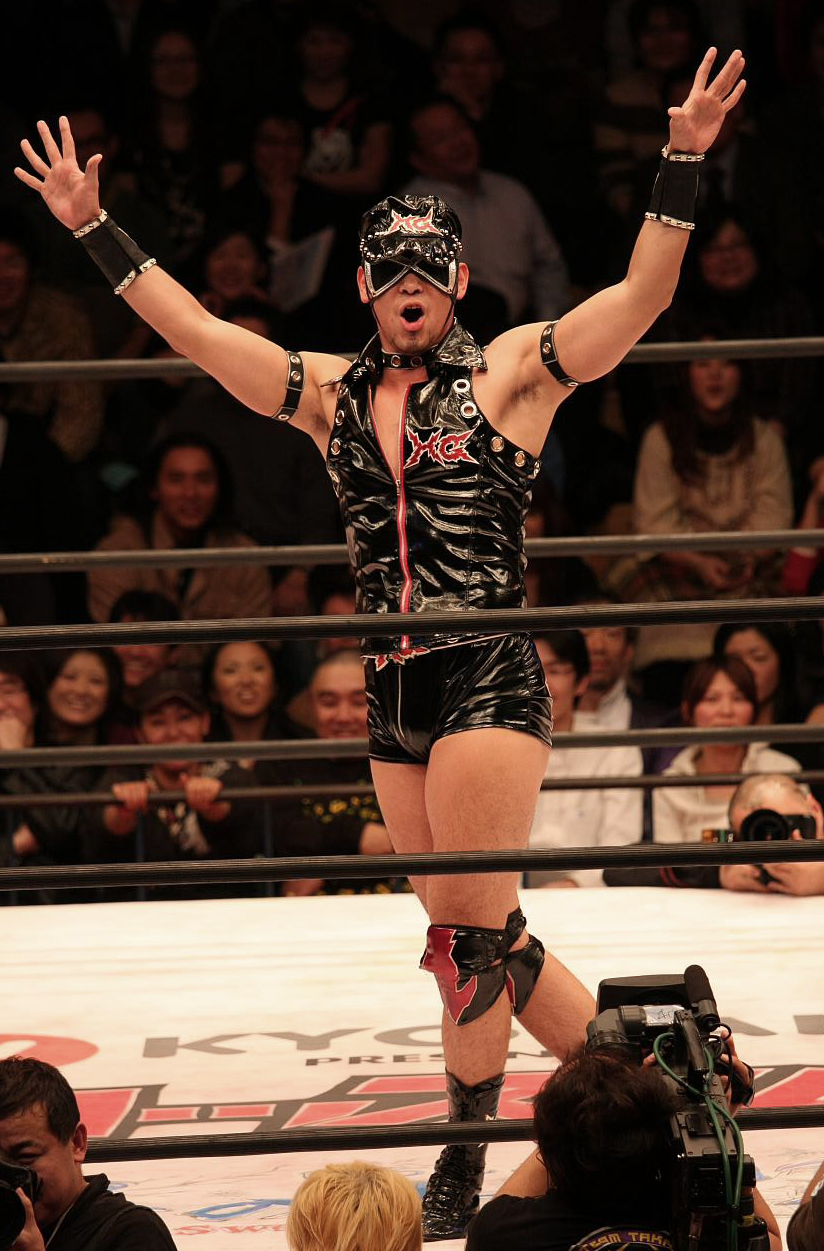
Masaki Sumitani (2008).

Sumitanis genombrott blev när han visades på Bakushō Mondai no Bakuten! (Daibakuten) Saturday variety show på TBS Television i Japan år 2005. Han ska inte förväxlas med den amerikanske wrestlern Scott Hall, som också använder “Razor Ramon” som artistnamn. WWE har varumärksskyddat namnet “Razor Ramon”, men verkar inte ha invändningar mot att Sumitani använder namnet Razor Ramon HG.

## Uppväxt
Masaki Sumitani föddes 18 december 1975 i Harima i Hyōgo prefekturen. Efter att ha tagit studenten från Hyogo Prefectural Kakogawa Higashi High School har han studerat handel på Doshisha universitetet där han avlade examen.

## Hard Gay
Masaki Sumitanis något stereotypt homosexuella karaktär Hard Gay blev ett Internetfenomen i mitten på 2000-talet efter att ha medverkat i morgonprogrammen på TBS Television. Hard Gay är klädd helt i en svart lackuniform, mössa och glasögon och går runt på stan för att hjälpa till med sociala förbättringar t.ex. att städa en park, uppmuntra ungdomar att fira Fars dag mer aktivt eller laga mat med barn. Allting ackompanjeras till tonerna av Ricky Martins Livin' la vida Loca.
Karaktären har kritiserats av japanska HBT-organisationer för att förstärka nidbilden av homosexuella, bland annat av Hokkaido Sexual Minority Associations avdelning i Sapporo som menade att hans karaktär enbart var tragisk och inte gjorde något för att stärka bilden av HBT-personer i landet. En orsak till att Hard Gay fått medverka i TV är dock för att det i praktiken inte finns någon större subkultur för homosexuella läder (eller övriga fetischistiska) män i Japan och istället har man försökt peka på att hans karaktär snarare refererar till amerikanska homosexuella män.
Ett av hans signum är att han juckar i tid och otid, även på allmän plats och framför barn (trots det suspekta beteendet gör han aldrig några direkt sexuella närmanden mot barnen ifråga).

## Personligt
Masaki Sumitani är sedan 2006 gift med modellen Anna Suzuki. De fick sitt första barn 2008.